# Cunonia capensis
Cunonia capensis es una especie de planta con flor perteneciente a la familia Cunoniaceae.

## Taxonomía
Cunonia capensis fue descrita por Carlos Linneo y publicada en Systema Naturae, Editio Decima 2: 1025, en 1759.

#### Etimología
Véase: Cunonia
capensis: epíteto geográfico que alude a su localización en la Provincia del Cabo, en Sudáfrica.